# Aquilaria
Aquilaria és un gènere de quinze espècies d'arbres de la família Thymelaeaceae, originària del sud-est asiàtic. Es troben especialment a les selves tropicals d'Indonèsia, Tailàndia, Cambodja, Laos, Vietnam, Malàisia, el nord-est de l'Índia, Bangladesh, les Filipines, Borneo i Nova Guinea. Els arbres creixen fins a 6-20 m d'alçada. Les fulles són alternes, de 5 a 11 cm de llarg i 2 a 4 cm d'ample, amb un àpex acuminat curt i un marge sencer. Les flors són de color verd groguenc, produïdes en una umbel·la; el fruit és una càpsula llenyosa de 2,5-3 cm de llarg.
El gènere és més conegut, juntament amb Gyrinops, com el principal productor de fusta d'agar amb resina que s'utilitza en la producció d'encens aromàtic.
La fusta viva d'Aquilaria crassna, com la d'altres espècies d'aquest gènere com Aquilaria malaccensis i Aquilaria sinensis, produeix una resina particular i olorosa com a reacció a determinats atacs físics (ferides, foc) o biològics (atacs d'insectes xilòfags, bacteris i fongs). La pols o encenalls de la fusta malalta que produeix aquesta resina o l'oli essencial que se n'obté són molt buscats per la medicina tradicional asiàtica i cada cop més per les indústries de la cosmètica i de papers perfumats i d'encens arompatic.
Aquilaria ha estat molt sobreexplotada des de la dècada del 1970 i a la dècada del 2000 es va considerar amenaçada d'extinció en la major part de la seva àrea de distribució. L'esgotament d'arbres salvatges de la tala indiscriminada per a la fusta d'agar ha donat com a resultat que els arbres siguin catalogats i protegits com a espècies en perill d'extinció. Actualment s'estan duent a terme projectes en alguns països del sud-est asiàtic per infectar artificialment els arbres d'Aquilaria cultivats per produir fusta d'agar d'una manera sostenible. A Indonèsia, per exemple, hi ha hagut propostes per fomentar la plantació de gahara, com es coneix localment, a l'est d'Indonèsia, particularment a la província de Papua.

## Hàbitat
Diferents espècies d'Aquilaria ocupen hàbitats variats, sempre forestals, però en terrenys diversos (àcids, rocosos a sorrencs o fins i tot calcàris). Aquilaria creix als vessants, als altiplans i a les valls pantanosas o a les carenes ben drenades, però generalment per sota dels 850 m d'altitud (fins a 1000 m si la temperatura no baixa dels 20-22 °C).
El seu hàbitat està disminuint ràpidament a causa de l'agricultura, la tala, la silvicultura i els incendis, especialment a Sumatra i Borneo.

## Reproducció
Les llavors només es dispersen a pocs metres de l'arbre adult. Alguns en estat salvatge podrien ser dispersats per animals encara no identificats. Més del 50% de les llavors germinen al viver.

## Identificació

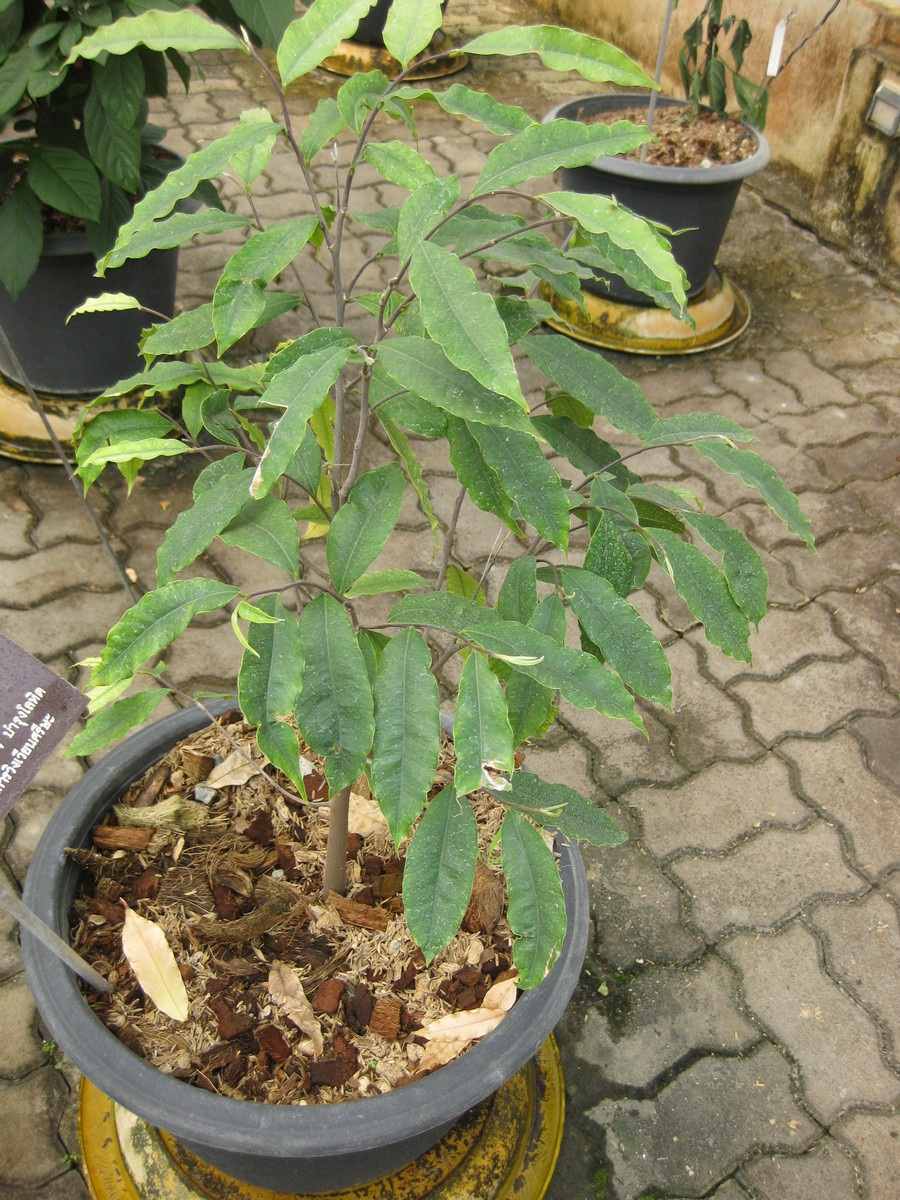
Planta jove dAquilaria rugosa en un test. Jardí Botànic de la Reina Sirikit, Tailàndia

És possible que encara no es coneguin totes les Aquilaria. El gènere Aquilaria va agrupar l'any 2003 almenys quinze espècies morfològicament molt properes entre elles, que només es poden diferenciar entre elles i d'altres espècies del gènere similar Gyrinops observant detalls dels caràcters florals, la qual cosa requereix les habilitats de un expert.
A més, la nomenclatura de les espècies comercialitzades no està clara.Per exemple, segons un informe fet per a CITES; Aquilaria agollocha explotada a Bangladesh i Myanmar de vegades es ven com a Aquilaria malaccensi, que s'explota a Brunei i es confon amb Aquilaria beccariana, que es confirma com Aquilaria audate. A més, com que gairebé totes les espècies de Gyrinops s'exploten mentre sovint es confonen amb Aquilaria, aquest comerç amenaça els dos gèneres al mateix temps.
La investigació d'ADN realitzada per l'Herbari Nacional dels Països Baixos hauria de facilitar aviat la identificació d'arbres i els seus productes vegetals, que és especialment necessària per als bancs de llavors que s'estan establint, però el reconeixement d'ADN seguirà sent un temps costós i/o no gaire. accessible per als països i regions on creixen aquests arbres.

## Amenaces
L'Aquilaria s'enfronta a una doble amenaça de desforestació i sobreexplotació.
El comerç de subproductes d'aquest arbre té segles d'antiguitat a l'Índia i el sud-est asiàtic, però ha augmentat recentment, traslladant-se a Nova Guinea, Malàisia, Nova Guinea Occidental i diverses illes d'Indonèsia (Lombok, Sumbawa, Flores, Sumba, Sulawesi, Moluques...), provocant una sobreexplotació d'aquest arbre en gairebé tota la seva distribució. Es considera extint en moltes regions i amenaçat o gairebé extingit en diversos països; sobretot a Malàisia o a Sarawak i Sabah, els arbres estan desapareixent ràpidament. A Sabah, fins i tot els arbres no infectats que no produeixen gaharu són tallats i venuts fins i tot en àrees protegides. Aquest arbre és objecte de comerç il·legal que fa vulnerable el comerç de fusta d'agar des del punt de vista del desenvolupament sostenible.

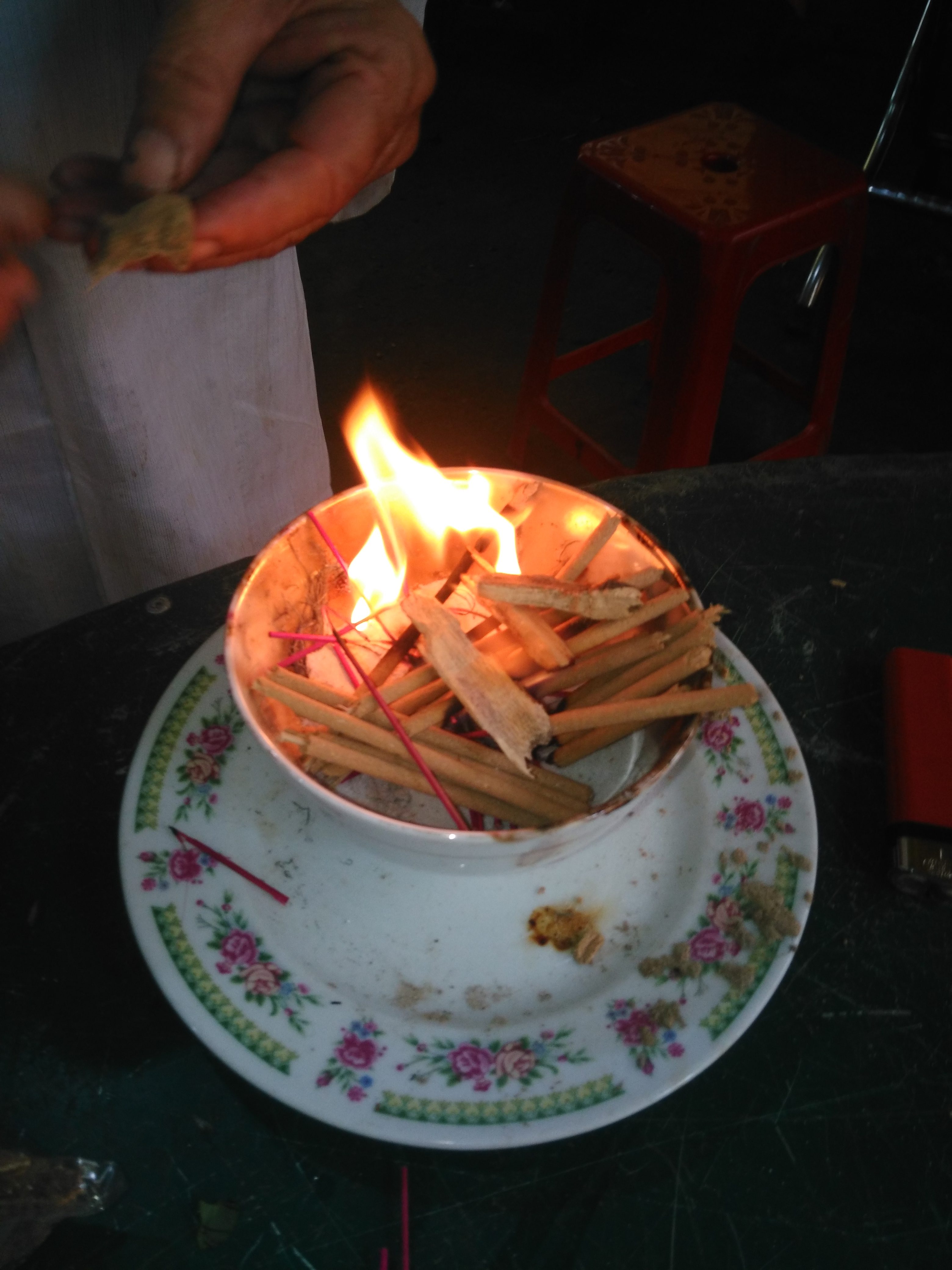
Fusta d'aquilaria cremada com a encens

L'Aquilaria s'explota il·legalment a diversos parcs nacionals de Kalimantan (Bukit Baka, Gunung Palung, Betung Kerihun) i a les reserves naturals de Mandor i Gunung Niut. A Gunung Palung, Gunung Niut i Mandor, aquestes espècies gairebé han desaparegut només a causa de la tala il·legal, així com de la mineria artesanal d'or il·legal.
Tot i que no hi ha xifres oficials, i encara menys sobre el comerç il·legal, el CITES assenyala com a indicador preocupant que, si bé la prospecció ha continuat augmentant, les vendes conegudes de fusta d'agar han caigut en més de 300 tones el 1997, com la xifra d'exportació indonèsia d'Aquilaria filaria va caure a 125 tones i que des de l'any 2003, la quota indonèsia d'aquesta espècie s'ha estabilitzat en 125 tones, fet que s'explica per l'escassetat d'arbres.
És per això que l'espècie, pel seu valor comercial i potser medicinal, va ser escollida com a prioritat durant un taller de la FAO sobre els recursos genètics forestals del sud-est asiàtic per als boscos de Laos, Cambodja, Tailàndia i Vietnam on aquesta espècie encara és present i té s'ha conreat recentment.
El CITES també està preocupat pel fet que, mentre que antigament només es talava arbres que produïen fusta d'agar, és a dir infectats per fongs i bacteris, avui també es tallen arbres sans per vendre la fusta en pols o estelles.

## Desigs de protecció
La UICN i el CITES, a petició d'Indonèsia, estan considerant protegir aquesta espècie incorporant-la a la Llista II del CITES, mentre que vuit espècies d'Aquilaria ja estan a la llista vermella d'espècies amenaçades de la UICN (més una espècie a la categoria de «dades deficients»). El Comitè de Plantes del CITES ha recomanat una avaluació de totes les espècies productores de fusta d'agar.
El Programa de Recursos Genètics Forestals d'Àsia Pacífic (Asia Pacific Forest Genetic Resources Programme, Apforgen) també va considerar aquesta espècie com una prioritat, especialment per a Cambodja.

## Producció de fusta d'agar
Hi ha almenys una vintena d'espècies d'Aquilaria que produeixen fusta d'agar, però la més valuosa té fama de ser proporcionada per Aquilaria crassna quan està infectada per certs fongs i/o bacteris.
S'estan provant plantacions de diverses espècies i subespècies d'Aquilaria (i Gyrinops versteegii) en particular a Indonèsia, Vietnam i Cambodja, amb densitats que arriben a les 1.000 plantes per ha, conreades des dels quatre fins als set anys. La llavor creix fàcilment, però segons CITES, la inoculació artificial de fongs per diferents tipus de ferides, destinada a provocar fusta d'agar, només ha donat resultats pobres. Cat Tiên, Trân Van Quyê, forestal que es va convertir en plantador d'Aquilaria al Vietnam, informa que la larva d'un insecte fitòfag (Bù xè en vietnamita) que es desenvolupa al tronc d'Aquilaria crassna és la font d'una fusta d'agar de major qualitat.
Les Aquilaria productores de fusta d'agar es classifiquen comercialment en vuit categories, però aquestes categories no tenen relació amb l'espècie que va proporcionar la fusta d'agar; només descriuen la qualitat d'aquesta «fusta», excepte a l'Índia i Dubai, on existeix una nomenclatura diferent.
La fusta es ven en forma d'estelles, pols (serradura), oli o producte d'encens/fragància.
La fusta d'agar més cara és el més densa (s'enfonsa fortament a l'aigua).

## Comerç i quantitats

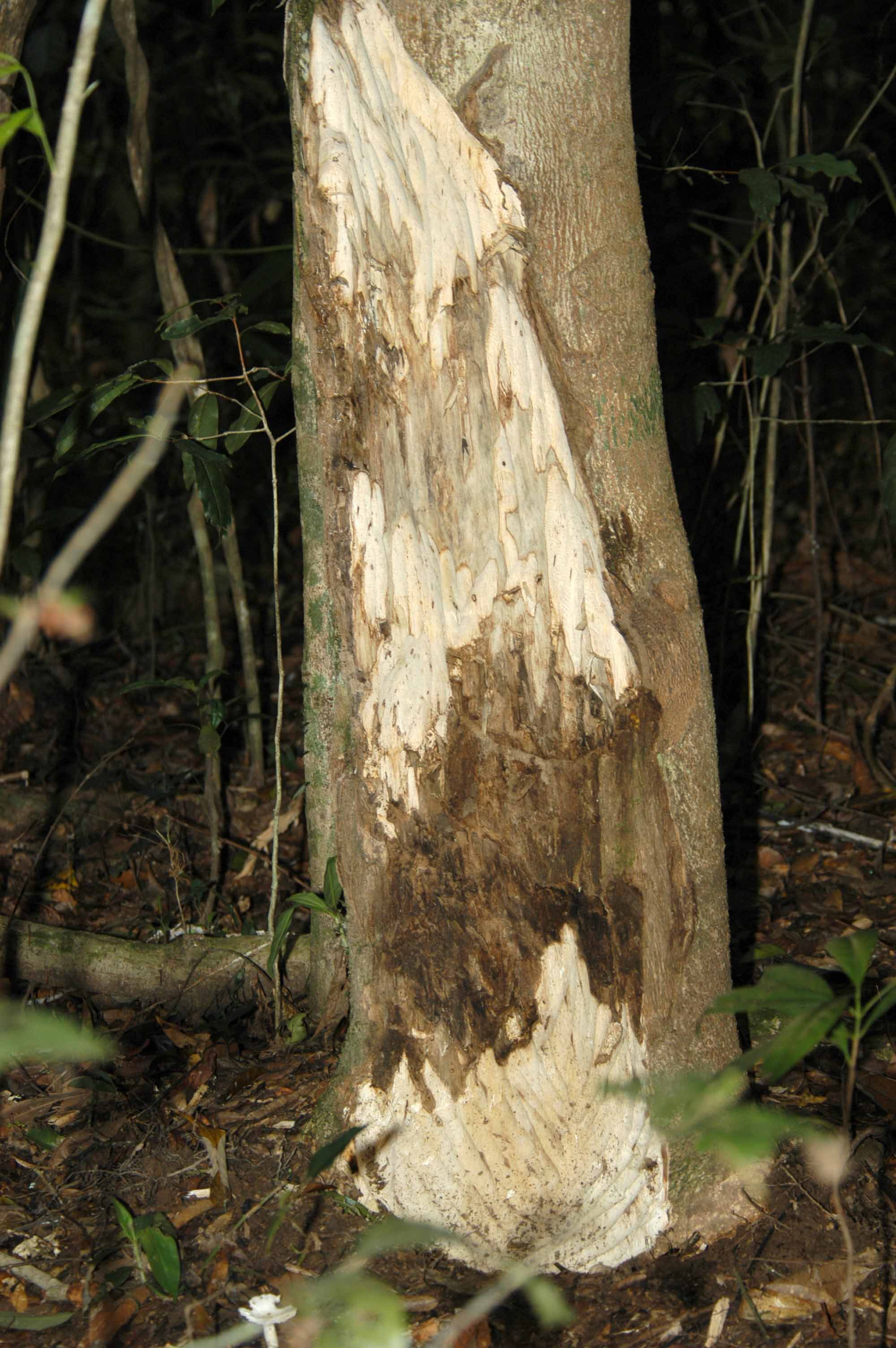
Aquilaria crassna, Khao Yai, Tailàndia. Els recol·lectors furtius van raspar l'escorça del tronc, i després d'uns mesos, van agafar la fusta malalta i ennegrida per destil·lar els extractes i produir encens

Les dades són incompletes, sobretot per la il·legalitat d'una part del comerç. Però una fusta d'agar de qualitat es va vendre entre 6.000 i 6.500 dòlars EUA per quilogram i la seva essència perfumada entre 7.000 i 7.500 dòlars EUA per litre cap al 2003.
Vietnam, Laos i Cambodja són els principals exportadors, per darrere d'Indonèsia, que s'ha convertit en el principal exportador de fusta d'agar (300 t/any de mitjana entre 1997 i 2000 segons els registres de fusta d'agar (incloent-hi A. filaria)), però des de 2001, malgrat l'augment de les demandes, les exportacions legals s'han reduït fins a la meitat (al voltant de 150 t el 2003). Indonèsia informa de contraban a les zones frontereres (est, Kalimantan, Sumatra central i oriental, Nova Guinea), amb diverses línies interceptades als ports de Jakarta i Surabaya. Brunei ha denunciat el tràfic il·lícit de diverses espècies d'Aquilaria que creixen a Singapur, segons la CITES, el principal reexportador de fusta d'agar d'Indonèsia.
Els compradors són principalment el Japó, Taiwan, Corea del Sud, França i l'Orient Mitjà (Aràbia Saudita i Emirats Àrabs Units). Algunes fonts estimen les necessitats globals en 1.000 t/any (el 2007). El Vietnam subministra oficialment 80 t/any com a màxim, però l'arbre salvatge ha estat en declivi ràpid i significatiu des de la dècada del 1990. Indonèsia ha implantat quotes d'exportació per a Aquilaria malaccensis (Aquilaria hirta, Aquilaria beccariana i Aquilaria microcarpa) procedents de l'oest del país, i per a Aquilaria cumingiana i Aquilaria audate (i Gyrinops versteegii) a l'est del país, però els controls són difícils i se sap que el país està afectat per la corrupció, especialment en els productes forestals.

## Propietats medicinals
A la fusta d'agar s'atribueixen diverses virtuts com a remei contra mals de panxa, determinades malalties cardiovasculars, neuropaties o fins i tot contra nàusees i asma. El seu oli té fama de repel·lir insectes. Als musulmans els agrada perfumar els seus banys amb aquesta essència durant el Ramadà.

## Espècies

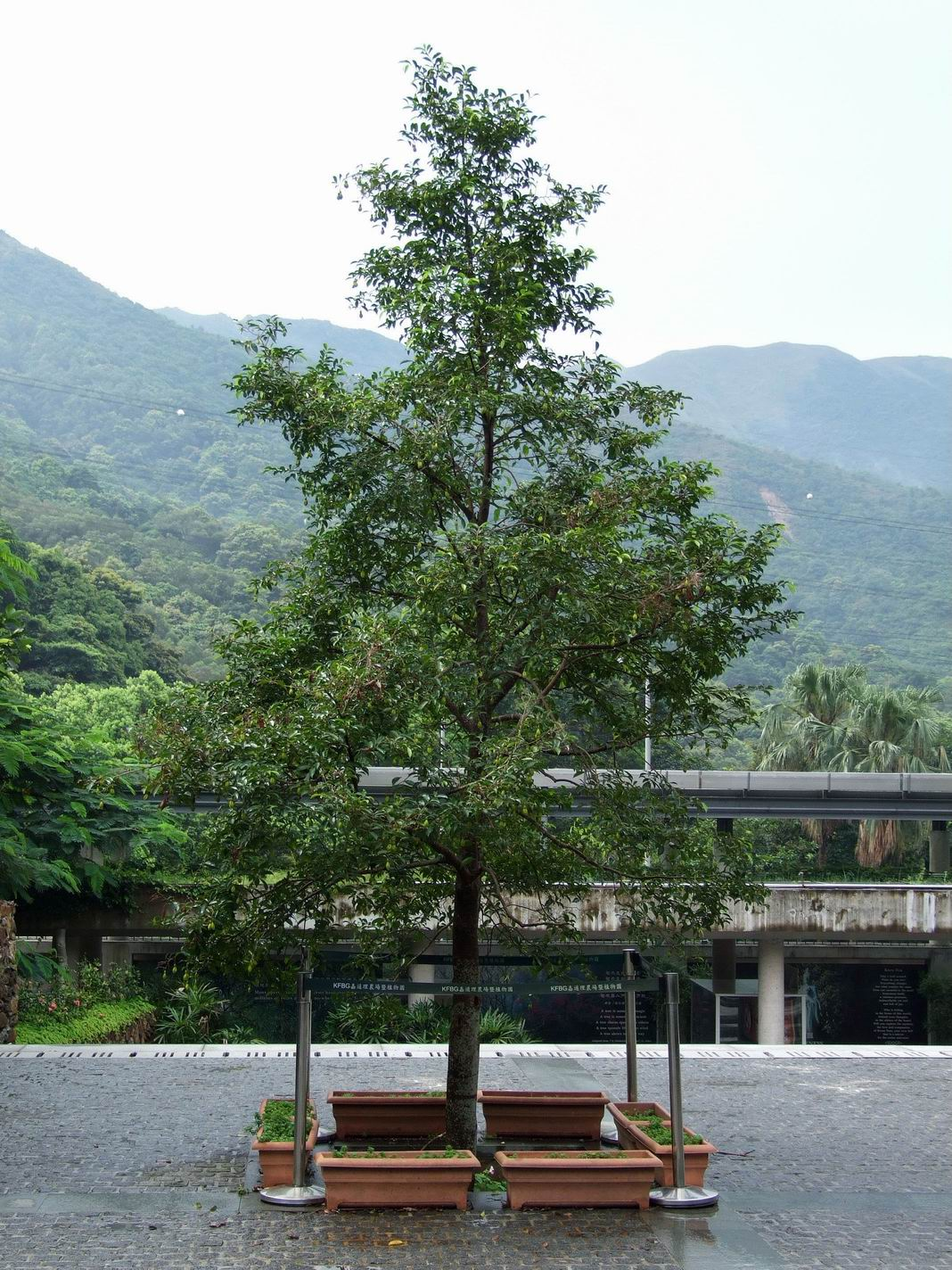
Aquilaria sinensis

Segons The Plant List, 3 d'abril de 2013:
- Aquilaria acuminata (Merr.) Quisumb., originalment Gyrinopsis acuminata
- Aquilaria apiculata Merr.
- Aquilaria baillonii Pierre ex Lecomte & Leandri
- Aquilaria banaensae Phamh.
- Aquilaria beccariana Tiegh
- Aquilaria brachyantha (Merr.) Hallier f.
- Aquilaria citrinicarpa (Elmer) Hallier f.
- Aquilaria crassna Pierre ex Lecomte
- Aquilaria cumingiana (Decne.) Ridl.
- Aquilaria filaria (Oken) Merr.
- Aquilaria grandiflora Benth.
- Aquilaria hirta Ridl.
- Aquilaria malaccensis, Lam., sinònims A. agallocha i A. secundaria[5]
- Aquilaria microcarpa Baill.
- Aquilaria ophispermum Poir.
- Aquilaria parvifolia (Quisumb.) Ding Hou
- Aquilaria pentandra Blanco
- Aquilaria rostrata Ridl.
- Aquilaria rugosa K.Le-Cong & Kessler
- Aquilaria sinensis Gilg
- Aquilaria subintegra Ding Hou
- Aquilaria urdanetensis Hallier (Filipines)
- Aquilaria yunnanensis S.C.Huang